# Fusarium
Fusarium Link, Magazin Ges. naturf. Freunde, Berlin 3: 10 (1809) è un vasto genere di funghi, per la maggior parte riconducibile a forme imperfette di Ascomiceti appartenenti al genere Gibberella che si riproducono per conidiospore.
Diverse specie, presenti comunemente nel terreno, sono fitopatogene, in genere agenti di marciumi a carico di radici o altri organi sotterranei (tuberi, rizomi, ecc.) o di alterazioni a carico dell'apparato vascolare, comunemente indicate con il termine di tracheofusariosi.
I Fusarium fitopatogeni sono anche d'interesse medico-sanitario in quanto possono produrre micotossine dannose all'uomo e agli animali.
Fra le specie di maggiore importanza fitopatologica si citano Fusarium oxysporum e Fusarium solani.

## Specie di Fusarium
La specie tipo è Fusarium roseum Link (1832), altre specie incluse sono:
- Fusarium aquaeductuum
- Fusarium chlamydosporum
- Fusarium coeruleum
- Fusarium dimerum
- Fusarium incarnatum
- Fusarium napiforme
- Fusarium oxysporum
- Fusarium proliferatum
- Fusarium sacchari
- Fusarium solani
- Fusarium sporotrichoides
- Fusarium sub glutinans
- Fusarium tabacinum
- Fusarium verticillioides

## Uso in lotta biologica
Studi recenti hanno accertato che diverse specie di "Fusarium", e in particolare ceppi di Fusarium oxysporum hanno attività antagonista nei confronti di microrganismi fitopatogeni residenti nel suolo.